# Clasificación de Conmebol para la Copa Mundial de Fútbol de 2010
La clasificación de Conmebol para la Copa Mundial de Fútbol de 2010 contó con cuatro cupos directos y un cupo para la repesca contra el cuarto lugar de la clasificatoria de la Confederación de Fútbol de Norte y Centroamérica.
Por cuarta vez consecutiva la clasificatoria sudamericana fue disputada en un formato todos contra todos.
Las selecciones de Brasil, Chile, Paraguay y Argentina clasificaron directamente. Uruguay logró la clasificación tras vencer en la repesca internacional contra Costa Rica.

## Equipos participantes
El proceso clasificatorio de Conmebol nuevamente contó con sus diez miembros.
| Selección | Entrenador               | Ciudad localía                                                                             | Estadio localía |
| --------- | ------------------------ | ------------------------------------------------------------------------------------------ | --- |
| Argentina | Diego Maradona           | Buenos Aires Rosario                                                                       | Antonio Vespucio Liberti Gigante de Arroyito                                                                           |
| Bolivia   | Erwin Sánchez            | La Paz                                                                                     | Hernando Siles |
| Brasil    | Dunga                    | Río de Janeiro São Paulo Belo Horizonte Porto Alegre Recife Salvador de Bahía Campo Grande | Maracaná y Olímpico Nilton Santos Morumbi Mineirão Beira-Rio Arruda Roberto Santos Morenão                             |
| Chile     | Marcelo Bielsa           | Santiago                                                                                   | Nacional Julio Martínez Prádanos y Monumental de Chile                                                                 |
| Colombia  | Eduardo Lara             | Bogotá Medellín                                                                            | El Campín Atanasio Girardot                                                                                            |
| Ecuador   | Sixto Vizuete            | Quito                                                                                      | Olímpico Atahualpa |
| Paraguay  | Gerardo Martino          | Asunción                                                                                   | Defensores del Chaco                                                                                                   |
| Perú      | José Guillermo del Solar | Lima                                                                                       | Monumental de Perú y Alejandro Villanueva                                                                              |
| Uruguay   | Óscar Washington Tabárez | Montevideo                                                                                 | Centenario |
| Venezuela | César Farías             | Maracaibo San Cristóbal Puerto La Cruz Puerto Ordaz                                        | José Encarnación Romero Polideportivo de Pueblo Nuevo José Antonio Anzoátegui Centro Total de Entretenimiento Cachamay |

### Cambio de entrenadores
| Selección | Entrenador saliente  | Fecha de salida          | Tipo de salida | Partidos disputados   | Reemplazado por          | Fecha de llegada         |
| --------- | -------------------- | ------------------------ | -------------- | --------------------- | ------------------------ | ------------------------ |
| Chile     | Nelson Acosta        | 10 de julio de 2007      | Renuncia       | 0 (0 PG, 0 PE, 0 PP)  | Marcelo Bielsa           | 10 de agosto de 2007     |
| Perú      | Julio César Uribe    | 25 de julio de 2007      | Despido        | 0 (0 PG, 0 PE, 0 PP)  | José Guillermo del Solar | 3 de agosto de 2007      |
| Ecuador   | Luis Fernando Suárez | 17 de noviembre de 2007  | Renuncia       | 3 (0 PG, 0 PE, 3 PP)  | Sixto Vizuete            | 21 de noviembre de 2007  |
| Venezuela | Richard Páez         | 26 de noviembre de 2007  | Renuncia       | 4 (2 PG, 0 PE, 2 PP)  | César Farías             | 18 de diciembre de 2007  |
| Colombia  | Jorge Luis Pinto     | 16 de septiembre de 2008 | Renuncia       | 8 (2 PG, 4 PE, 2 PP)  | Eduardo Lara             | 16 de septiembre de 2008 |
| Argentina | Alfio Basile         | 16 de octubre de 2008    | Renuncia       | 10 (5 PG, 3 PE, 2 PP) | Diego Maradona           | 8 de diciembre de 2008   |

## Formato de competición

Países clasificados
Países eliminados
Países que no son miembros de la Conmebol

El método de clasificación fue el siguiente:
- Los cuatro primeros lugares de la tabla clasificaron directamente al Mundial.
- El quinto lugar deberá batirse en partidos de ida y vuelta con el equipo que obtenga el cuarto lugar de la clasificatoria de Concacaf.

En caso de empate entre dos o más equipos con igualdad de puntos, habría sido ganador:
1. Se habría recurrido a la diferencia de goles entre todos los partidos del proceso, luego al número de goles anotados en todo el proceso.
2. El equipo que hubiese tenido mayor cantidad de puntos contando solo los juegos entre todos los equipos empatados.
3. El equipo que hubiese tenido una mayor diferencia de goles en los partidos jugados entre ellos.
4. El que hubiese anotado más goles en los partidos jugados entre los equipos empatados.
5. En caso de empate, se habría realizado un partido definitorio en terreno neutral en reemplazo de un sorteo con la autorización de la FIFA.[2]

## Tabla de posiciones final
| Pos. | Equipo    | Pts | PJ | PG | PE | PP | GF | GC | Dif |
| ---- | --------- | --- | -- | -- | -- | -- | -- | -- | --- |
| 1.   | Brasil    | 34  | 18 | 9  | 7  | 2  | 33 | 11 | +22 |
| 2.   | Chile     | 33  | 18 | 10 | 3  | 5  | 32 | 22 | +10 |
| 3.   | Paraguay  | 33  | 18 | 10 | 3  | 5  | 24 | 16 | +8  |
| 4.   | Argentina | 28  | 18 | 8  | 4  | 6  | 23 | 20 | +3  |
| 5.   | Uruguay   | 24  | 18 | 6  | 6  | 6  | 28 | 20 | +8  |
| 6.   | Ecuador   | 23  | 18 | 6  | 5  | 7  | 22 | 26 | –4  |
| 7.   | Colombia  | 23  | 18 | 6  | 5  | 7  | 14 | 18 | –4  |
| 8.   | Venezuela | 22  | 18 | 6  | 4  | 8  | 23 | 29 | –6  |
| 9.   | Bolivia   | 15  | 18 | 4  | 3  | 11 | 22 | 36 | –14 |
| 10.  | Perú      | 13  | 18 | 3  | 4  | 11 | 11 | 34 | –23 |

| L\V                  | Bandera de Argentina | Bandera de Bolivia | Bandera de Brasil | Bandera de Chile | Bandera de Colombia | Bandera de Ecuador | Bandera de Paraguay | Bandera de Perú | Bandera de Uruguay | Bandera de Venezuela |
| Bandera de Argentina |                      | 3:0                | 1:3               | 2:0              | 1:0                 | 1:1                | 1:1                 | 2:1             | 2:1                | 4:0                  |
| Bandera de Bolivia   | 6:1                  |                    | 2:1               | 0:2              | 0:0                 | 1:3                | 4:2                 | 3:0             | 2:2                | 0:1                  |
| Bandera de Brasil    | 0:0                  | 0:0                |                   | 4:2              | 0:0                 | 5:0                | 2:1                 | 3:0             | 2:1                | 0:0                  |
| Bandera de Chile     | 1:0                  | 4:0                | 0:3               |                  | 4:0                 | 1:0                | 0:3                 | 2:0             | 0:0                | 2:2                  |
| Bandera de Colombia  | 2:1                  | 2:0                | 0:0               | 2:4              |                     | 2:0                | 0:1                 | 1:0             | 0:1                | 1:0                  |
| Bandera de Ecuador   | 2:0                  | 3:1                | 1:1               | 1:0              | 0:0                 |                    | 1:1                 | 5:1             | 1:2                | 0:1                  |
| Bandera de Paraguay  | 1:0                  | 1:0                | 2:0               | 0:2              | 0:2                 | 5:1                |                     | 1:0             | 1:0                | 2:0                  |
| Bandera de Perú      | 1:1                  | 1:0                | 1:1               | 1:3              | 1:1                 | 1:2                | 0:0                 |                 | 1:0                | 1:0                  |
| Bandera de Uruguay   | 0:1                  | 5:0                | 0:4               | 2:2              | 3:1                 | 0:0                | 2:0                 | 6:0             |                    | 1:1                  |
| Bandera de Venezuela | 0:2                  | 5:3                | 0:4               | 2:3              | 2:0                 | 3:1                | 1:2                 | 3:1             | 2:2                |                      |

### Evolución de posiciones
| Equipo / Fecha | 1  | 2  | 3  | 4  | 5  | 6  | 7  | 8  | 9  | 10 | 11 | 12 | 13 | 14 | 15 | 16 | 17 | 18 |
| -------------- | -- | -- | -- | -- | -- | -- | -- | -- | -- | -- | -- | -- | -- | -- | -- | -- | -- | -- |
| Brasil         | 4  | 2  | 3  | 3  | 4  | 5  | 2  | 2  | 2  | 2  | 4  | 2  | 1  | 1  | 1  | 1  | 1  | 1  |
| Chile          | 9  | 5  | 6  | 7  | 6  | 4  | 6  | 4  | 4  | 4  | 3  | 3  | 3  | 2  | 2  | 3  | 3  | 2  |
| Paraguay       | 6  | 3  | 2  | 1  | 1  | 1  | 1  | 1  | 1  | 1  | 1  | 1  | 2  | 3  | 3  | 2  | 2  | 3  |
| Argentina      | 2  | 1  | 1  | 2  | 2  | 2  | 3  | 3  | 3  | 3  | 2  | 4  | 4  | 4  | 4  | 5  | 4  | 4  |
| Uruguay        | 1  | 4  | 5  | 6  | 7  | 6  | 4  | 5  | 5  | 5  | 5  | 5  | 5  | 6  | 7  | 6  | 5  | 5  |
| Ecuador        | 8  | 10 | 10 | 8  | 8  | 8  | 7  | 7  | 6  | 6  | 7  | 7  | 6  | 5  | 6  | 4  | 6  | 6  |
| Colombia       | 5  | 7  | 4  | 4  | 3  | 3  | 5  | 6  | 7  | 7  | 6  | 6  | 8  | 7  | 5  | 8  | 8  | 7  |
| Venezuela      | 3  | 6  | 7  | 5  | 5  | 7  | 8  | 8  | 9  | 8  | 8  | 8  | 7  | 8  | 8  | 7  | 7  | 8  |
| Bolivia        | 10 | 9  | 9  | 10 | 10 | 9  | 10 | 10 | 8  | 9  | 9  | 9  | 9  | 9  | 9  | 9  | 9  | 9  |
| Perú           | 7  | 8  | 8  | 9  | 9  | 10 | 9  | 9  | 10 | 10 | 10 | 10 | 10 | 10 | 10 | 10 | 10 | 10 |

## Partidos

### Primera ronda
| Fecha                    | Lugar          |           |                      | Resultado                                                           |                      |           |
| ------------------------ | -------------- | --------- | -------------------- | ------------------------------------------------------------------- | -------------------- | --------- |
| 13 de octubre de 2007    | Montevideo     | Uruguay   | Bandera de Uruguay   | 5:0 (2:0)                                                           | Bandera de Bolivia   | Bolivia   |
| 13 de octubre de 2007    | Buenos Aires   | Argentina | Bandera de Argentina | 2:0 (1:0)                                                           | Bandera de Chile     | Chile     |
| 13 de octubre de 2007    | Quito          | Ecuador   | Bandera de Ecuador   | 0:1 (0:0)                                                           | Bandera de Venezuela | Venezuela |
| 13 de octubre de 2007    | Lima           | Perú      | Bandera de Perú      | 0:0                                                                 | Bandera de Paraguay  | Paraguay  |
| 14 de octubre de 2007    | Bogotá         | Colombia  | Bandera de Colombia  | 0:0                                                                 | Bandera de Brasil    | Brasil    |
| 16 de octubre de 2007    | Maracaibo      | Venezuela | Bandera de Venezuela | 0:2 (0:2)                                                           | Bandera de Argentina | Argentina |
| 17 de octubre de 2007    | La Paz         | Bolivia   | Bandera de Bolivia   | 0:0                                                                 | Bandera de Colombia  | Colombia  |
| 17 de octubre de 2007    | Asunción       | Paraguay  | Bandera de Paraguay  | 1:0 (1:0)                                                           | Bandera de Uruguay   | Uruguay   |
| 17 de octubre de 2007    | Santiago       | Chile     | Bandera de Chile     | 2:0 (1:0)                                                           | Bandera de Perú      | Perú      |
| 17 de octubre de 2007    | Río de Janeiro | Brasil    | Bandera de Brasil    | 5:0 (1:0)                                                           | Bandera de Ecuador   | Ecuador   |
| 17 de noviembre de 2007  | Buenos Aires   | Argentina | Bandera de Argentina | 3:0 (1:0)                                                           | Bandera de Bolivia   | Bolivia   |
| 17 de noviembre de 2007  | Bogotá         | Colombia  | Bandera de Colombia  | 1:0 (0:0)                                                           | Bandera de Venezuela | Venezuela |
| 17 de noviembre de 2007  | Asunción       | Paraguay  | Bandera de Paraguay  | 5:1 (2:0)                                                           | Bandera de Ecuador   | Ecuador   |
| 18 de noviembre de 2007  | Montevideo     | Uruguay   | Bandera de Uruguay   | 2:2 (1:0)                                                           | Bandera de Chile     | Chile     |
| 18 de noviembre de 2007  | Lima           | Perú      | Bandera de Perú      | 1:1 (0:1)                                                           | Bandera de Brasil    | Brasil    |
| 21 de noviembre de 2007  | San Cristóbal  | Venezuela | Bandera de Venezuela | 5:3 (2:2) Archivado el 5 de octubre de 2009 en Wayback Machine.     | Bandera de Bolivia   | Bolivia   |
| 20 de noviembre de 2007  | Bogotá         | Colombia  | Bandera de Colombia  | 2:1 (0:1) Archivado el 9 de abril de 2009 en Wayback Machine.       | Bandera de Argentina | Argentina |
| 21 de noviembre de 2007  | Quito          | Ecuador   | Bandera de Ecuador   | 5:1 (3:0) Archivado el 17 de septiembre de 2009 en Wayback Machine. | Bandera de Perú      | Perú      |
| 21 de noviembre de 2007  | São Paulo      | Brasil    | Bandera de Brasil    | 2:1 (1:1) Archivado el 29 de octubre de 2009 en Wayback Machine.    | Bandera de Uruguay   | Uruguay   |
| 21 de noviembre de 2007  | Santiago       | Chile     | Bandera de Chile     | 0:3 (0:2) Archivado el 17 de septiembre de 2009 en Wayback Machine. | Bandera de Paraguay  | Paraguay  |
| 14 de junio de 2008      | Montevideo     | Uruguay   | Bandera de Uruguay   | 1:1 (1:0) Archivado el 16 de septiembre de 2009 en Wayback Machine. | Bandera de Venezuela | Venezuela |
| 14 de junio de 2008      | Lima           | Perú      | Bandera de Perú      | 1:1 (1:1) Archivado el 24 de marzo de 2009 en Wayback Machine.      | Bandera de Colombia  | Colombia  |
| 15 de junio de 2008      | Asunción       | Paraguay  | Bandera de Paraguay  | 2:0 (1:0) Archivado el 16 de septiembre de 2009 en Wayback Machine. | Bandera de Brasil    | Brasil    |
| 15 de junio de 2008      | Buenos Aires   | Argentina | Bandera de Argentina | 1:1 (0:0) Archivado el 14 de agosto de 2009 en Wayback Machine.     | Bandera de Ecuador   | Ecuador   |
| 15 de junio de 2008      | La Paz         | Bolivia   | Bandera de Bolivia   | 0:2 (0:1) Archivado el 21 de agosto de 2009 en Wayback Machine.     | Bandera de Chile     | Chile     |
| 17 de junio de 2008      | Montevideo     | Uruguay   | Bandera de Uruguay   | 6:0 (2:0) Archivado el 25 de agosto de 2009 en Wayback Machine.     | Bandera de Perú      | Perú      |
| 18 de junio de 2008      | La Paz         | Bolivia   | Bandera de Bolivia   | 4:2 (2:0) Archivado el 17 de septiembre de 2009 en Wayback Machine. | Bandera de Paraguay  | Paraguay  |
| 18 de junio de 2008      | Quito          | Ecuador   | Bandera de Ecuador   | 0:0 Archivado el 17 de septiembre de 2009 en Wayback Machine.       | Bandera de Colombia  | Colombia  |
| 18 de junio de 2008      | Belo Horizonte | Brasil    | Bandera de Brasil    | 0:0 Archivado el 1 de mayo de 2009 en Wayback Machine.              | Bandera de Argentina | Argentina |
| 19 de junio de 2008      | Puerto La Cruz | Venezuela | Bandera de Venezuela | 2:3 (0:0) Archivado el 14 de mayo de 2010 en Wayback Machine.       | Bandera de Chile     | Chile     |
| 6 de septiembre de 2008  | Buenos Aires   | Argentina | Bandera de Argentina | 1:1 (0:1) Archivado el 16 de octubre de 2009 en Wayback Machine.    | Bandera de Paraguay  | Paraguay  |
| 6 de septiembre de 2008  | Quito          | Ecuador   | Bandera de Ecuador   | 3:1 (1:1) Archivado el 12 de septiembre de 2009 en Wayback Machine. | Bandera de Bolivia   | Bolivia   |
| 6 de septiembre de 2008  | Bogotá         | Colombia  | Bandera de Colombia  | 0:1 (0:1) Archivado el 3 de noviembre de 2009 en Wayback Machine.   | Bandera de Uruguay   | Uruguay   |
| 6 de septiembre de 2008  | Lima           | Perú      | Bandera de Perú      | 1:0 (1:0) Archivado el 13 de octubre de 2009 en Wayback Machine.    | Bandera de Venezuela | Venezuela |
| 7 de septiembre de 2008  | Santiago       | Chile     | Bandera de Chile     | 0:3 (0:2) Archivado el 1 de mayo de 2009 en Wayback Machine.        | Bandera de Brasil    | Brasil    |
| 9 de septiembre de 2008  | Asunción       | Paraguay  | Bandera de Paraguay  | 2:0 (2:0) Archivado el 17 de septiembre de 2009 en Wayback Machine. | Bandera de Venezuela | Venezuela |
| 10 de septiembre de 2008 | Montevideo     | Uruguay   | Bandera de Uruguay   | 0:0 Archivado el 16 de octubre de 2009 en Wayback Machine.          | Bandera de Ecuador   | Ecuador   |
| 10 de septiembre de 2008 | Santiago       | Chile     | Bandera de Chile     | 4:0 (2:0) Archivado el 11 de septiembre de 2009 en Wayback Machine. | Bandera de Colombia  | Colombia  |
| 10 de septiembre de 2008 | Río de Janeiro | Brasil    | Bandera de Brasil    | 0:0 Archivado el 20 de agosto de 2009 en Wayback Machine.           | Bandera de Bolivia   | Bolivia   |
| 10 de septiembre de 2008 | Lima           | Perú      | Bandera de Perú      | 1:1 (0:0) Archivado el 16 de octubre de 2009 en Wayback Machine.    | Bandera de Argentina | Argentina |
| 11 de octubre de 2008    | La Paz         | Bolivia   | Bandera de Bolivia   | 3:0 (2:0) Archivado el 3 de abril de 2009 en Wayback Machine.       | Bandera de Perú      | Perú      |
| 11 de octubre de 2008    | Buenos Aires   | Argentina | Bandera de Argentina | 2:1 (2:1) Archivado el 18 de octubre de 2009 en Wayback Machine.    | Bandera de Uruguay   | Uruguay   |
| 11 de octubre de 2008    | Bogotá         | Colombia  | Bandera de Colombia  | 0:1 (0:1) Archivado el 17 de octubre de 2009 en Wayback Machine.    | Bandera de Paraguay  | Paraguay  |
| 12 de octubre de 2008    | San Cristóbal  | Venezuela | Bandera de Venezuela | 0:4 (0:3) Archivado el 5 de octubre de 2009 en Wayback Machine.     | Bandera de Brasil    | Brasil    |
| 12 de octubre de 2008    | Quito          | Ecuador   | Bandera de Ecuador   | 1:0 (0:0) Archivado el 18 de octubre de 2009 en Wayback Machine.    | Bandera de Chile     | Chile     |

### Segunda ronda
| Fecha                   | Lugar             |           |                      | Resultado                                                           |                      |           |
| ----------------------- | ----------------- | --------- | -------------------- | ------------------------------------------------------------------- | -------------------- | --------- |
| 14 de octubre de 2008   | La Paz            | Bolivia   | Bandera de Bolivia   | 2:2 (2:0) Archivado el 8 de julio de 2010 en Wayback Machine.       | Bandera de Uruguay   | Uruguay   |
| 15 de octubre de 2008   | Asunción          | Paraguay  | Bandera de Paraguay  | 1:0 (0:0) Archivado el 4 de abril de 2009 en Wayback Machine.       | Bandera de Perú      | Perú      |
| 15 de octubre de 2008   | Río de Janeiro    | Brasil    | Bandera de Brasil    | 0:0 Archivado el 26 de diciembre de 2011 en Wayback Machine.        | Bandera de Colombia  | Colombia  |
| 15 de octubre de 2008   | Santiago          | Chile     | Bandera de Chile     | 1:0 (1:0) Archivado el 29 de abril de 2010 en Wayback Machine.      | Bandera de Argentina | Argentina |
| 15 de octubre de 2008   | Puerto La Cruz    | Venezuela | Bandera de Venezuela | 3:1 (0:1) Archivado el 18 de octubre de 2009 en Wayback Machine.    | Bandera de Ecuador   | Ecuador   |
| 28 de marzo de 2009     | Montevideo        | Uruguay   | Bandera de Uruguay   | 2:0 (1:0) Archivado el 9 de junio de 2010 en Wayback Machine.       | Bandera de Paraguay  | Paraguay  |
| 28 de marzo de 2009     | Buenos Aires      | Argentina | Bandera de Argentina | 4:0 (1:0) Archivado el 5 de mayo de 2010 en Wayback Machine.        | Bandera de Venezuela | Venezuela |
| 28 de marzo de 2009     | Bogotá            | Colombia  | Bandera de Colombia  | 2:0 (1:0) Archivado el 29 de julio de 2010 en Wayback Machine.      | Bandera de Bolivia   | Bolivia   |
| 29 de marzo de 2009     | Quito             | Ecuador   | Bandera de Ecuador   | 1:1 (0:0) Archivado el 6 de junio de 2010 en Wayback Machine.       | Bandera de Brasil    | Brasil    |
| 29 de marzo de 2009     | Lima              | Perú      | Bandera de Perú      | 1:3 (1:2) Archivado el 4 de abril de 2009 en Wayback Machine.       | Bandera de Chile     | Chile     |
| 31 de marzo de 2009     | Ciudad Guayana    | Venezuela | Bandera de Venezuela | 2:0 (0:0) Archivado el 4 de abril de 2009 en Wayback Machine.       | Bandera de Colombia  | Colombia  |
| 1 de abril de 2009      | La Paz            | Bolivia   | Bandera de Bolivia   | 6:1 (3:1) Archivado el 5 de mayo de 2010 en Wayback Machine.        | Bandera de Argentina | Argentina |
| 1 de abril de 2009      | Quito             | Ecuador   | Bandera de Ecuador   | 1:1 (0:0) Archivado el 1 de julio de 2010 en Wayback Machine.       | Bandera de Paraguay  | Paraguay  |
| 1 de abril de 2009      | Santiago          | Chile     | Bandera de Chile     | 0:0 Archivado el 11 de abril de 2009 en Wayback Machine.            | Bandera de Uruguay   | Uruguay   |
| 1 de abril de 2009      | Porto Alegre      | Brasil    | Bandera de Brasil    | 3:0 (2:0) Archivado el 6 de junio de 2010 en Wayback Machine.       | Bandera de Perú      | Perú      |
| 6 de junio de 2009      | Montevideo        | Uruguay   | Bandera de Uruguay   | 0:4 (0:2) Archivado el 27 de mayo de 2010 en Wayback Machine.       | Bandera de Brasil    | Brasil    |
| 6 de junio de 2009      | La Paz            | Bolivia   | Bandera de Bolivia   | 0:1 (0:1) Archivado el 24 de junio de 2010 en Wayback Machine.      | Bandera de Venezuela | Venezuela |
| 6 de junio de 2009      | Buenos Aires      | Argentina | Bandera de Argentina | 1:0 (0:0) Archivado el 4 de mayo de 2010 en Wayback Machine.        | Bandera de Colombia  | Colombia  |
| 6 de junio de 2009      | Asunción          | Paraguay  | Bandera de Paraguay  | 0:2 (0:1) Archivado el 9 de junio de 2010 en Wayback Machine.       | Bandera de Chile     | Chile     |
| 7 de junio de 2009      | Lima              | Perú      | Bandera de Perú      | 1:2 (0:1) Archivado el 24 de noviembre de 2009 en Wayback Machine.  | Bandera de Ecuador   | Ecuador   |
| 10 de junio de 2009     | Quito             | Ecuador   | Bandera de Ecuador   | 2:0 (0:0) Archivado el 13 de mayo de 2010 en Wayback Machine.       | Bandera de Argentina | Argentina |
| 10 de junio de 2009     | Medellín          | Colombia  | Bandera de Colombia  | 1:0 (1:0) Archivado el 6 de octubre de 2010 en Wayback Machine.     | Bandera de Perú      | Perú      |
| 10 de junio de 2009     | Recife            | Brasil    | Bandera de Brasil    | 2:1 (1:1) Archivado el 27 de mayo de 2010 en Wayback Machine.       | Bandera de Paraguay  | Paraguay  |
| 10 de junio de 2009     | Santiago          | Chile     | Bandera de Chile     | 4:0 (1:0) Archivado el 21 de junio de 2009 en Wayback Machine.      | Bandera de Bolivia   | Bolivia   |
| 10 de junio de 2009     | Ciudad Guayana    | Venezuela | Bandera de Venezuela | 2:2 (1:0) Archivado el 21 de julio de 2010 en Wayback Machine.      | Bandera de Uruguay   | Uruguay   |
| 5 de septiembre de 2009 | Lima              | Perú      | Bandera de Perú      | 1:0 (0:0) Archivado el 11 de septiembre de 2009 en Wayback Machine. | Bandera de Uruguay   | Uruguay   |
| 5 de septiembre de 2009 | Medellín          | Colombia  | Bandera de Colombia  | 2:0 (0:0) Archivado el 11 de septiembre de 2009 en Wayback Machine. | Bandera de Ecuador   | Ecuador   |
| 5 de septiembre de 2009 | Asunción          | Paraguay  | Bandera de Paraguay  | 1:0 (1:0) Archivado el 19 de diciembre de 2011 en Wayback Machine.  | Bandera de Bolivia   | Bolivia   |
| 5 de septiembre de 2009 | Rosario           | Argentina | Bandera de Argentina | 1:3 (0:2) Archivado el 5 de mayo de 2010 en Wayback Machine.        | Bandera de Brasil    | Brasil    |
| 5 de septiembre de 2009 | Santiago          | Chile     | Bandera de Chile     | 2:2 (1:2) Archivado el 27 de mayo de 2010 en Wayback Machine.       | Bandera de Venezuela | Venezuela |
| 9 de septiembre de 2009 | La Paz            | Bolivia   | Bandera de Bolivia   | 1:3 (0:1) Archivado el 23 de septiembre de 2009 en Wayback Machine. | Bandera de Ecuador   | Ecuador   |
| 9 de septiembre de 2009 | Montevideo        | Uruguay   | Bandera de Uruguay   | 3:1 (1:0) Archivado el 5 de abril de 2010 en Wayback Machine.       | Bandera de Colombia  | Colombia  |
| 9 de septiembre de 2009 | Asunción          | Paraguay  | Bandera de Paraguay  | 1:0 (1:0) Archivado el 16 de mayo de 2010 en Wayback Machine.       | Bandera de Argentina | Argentina |
| 9 de septiembre de 2009 | Salvador de Bahía | Brasil    | Bandera de Brasil    | 4:2 (2:1) Archivado el 28 de mayo de 2010 en Wayback Machine.       | Bandera de Chile     | Chile     |
| 9 de septiembre de 2009 | Puerto La Cruz    | Venezuela | Bandera de Venezuela | 3:1 (1:1) Archivado el 23 de septiembre de 2009 en Wayback Machine. | Bandera de Perú      | Perú      |
| 10 de octubre de 2009   | Medellín          | Colombia  | Bandera de Colombia  | 2:4 (1:2) Archivado el 27 de mayo de 2010 en Wayback Machine.       | Bandera de Chile     | Chile     |
| 10 de octubre de 2009   | Ciudad Guayana    | Venezuela | Bandera de Venezuela | 1:2 (0:0) Archivado el 27 de mayo de 2010 en Wayback Machine.       | Bandera de Paraguay  | Paraguay  |
| 10 de octubre de 2009   | Quito             | Ecuador   | Bandera de Ecuador   | 1:2 (0:0) Archivado el 17 de octubre de 2009 en Wayback Machine.    | Bandera de Uruguay   | Uruguay   |
| 10 de octubre de 2009   | Buenos Aires      | Argentina | Bandera de Argentina | 2:1 (0:0) Archivado el 16 de mayo de 2010 en Wayback Machine.       | Bandera de Perú      | Perú      |
| 11 de octubre de 2009   | La Paz            | Bolivia   | Bandera de Bolivia   | 2:1 (2:0) Archivado el 28 de mayo de 2010 en Wayback Machine.       | Bandera de Brasil    | Brasil    |
| 14 de octubre de 2009   | Lima              | Perú      | Bandera de Perú      | 1:0 (0:0) Archivado el 18 de octubre de 2009 en Wayback Machine.    | Bandera de Bolivia   | Bolivia   |
| 14 de octubre de 2009   | Campo Grande      | Brasil    | Bandera de Brasil    | 0:0 Archivado el 28 de mayo de 2010 en Wayback Machine.             | Bandera de Venezuela | Venezuela |
| 14 de octubre de 2009   | Santiago          | Chile     | Bandera de Chile     | 1:0 (0:0) Archivado el 27 de mayo de 2010 en Wayback Machine.       | Bandera de Ecuador   | Ecuador   |
| 14 de octubre de 2009   | Montevideo        | Uruguay   | Bandera de Uruguay   | 0:1 (0:0) Archivado el 5 de mayo de 2010 en Wayback Machine.        | Bandera de Argentina | Argentina |
| 14 de octubre de 2009   | Asunción          | Paraguay  | Bandera de Paraguay  | 0:2 (0:0)Archivado el 28 de mayo de 2010 en Wayback Machine.        | Bandera de Colombia  | Colombia  |

## Goleadores
| Jugador             | Selección | Goles | Partidos |
| ------------------- | --------- | ----- | -------- |
| Humberto Suazo      | Chile     | 10    | 18       |
| Luis Fabiano        | Brasil    | 9     | 11       |
| Joaquín Botero      | Bolivia   | 8     | 6        |
| Diego Forlán        | Uruguay   | 7     | 13       |
| Marcelo Martins     | Bolivia   | 7     | 15       |
| Salvador Cabañas    | Paraguay  | 6     | 15       |
| Giancarlo Maldonado | Venezuela | 6     | 17       |
| Nilmar              | Brasil    | 5     | 5        |
| Kaká                | Brasil    | 5     | 11       |
| Sebastián Abreu     | Uruguay   | 5     | 15       |
| Nelson Haedo Valdez | Paraguay  | 5     | 17       |
| Luis Suárez         | Uruguay   | 5     | 17       |

- Fuente: Goleadores de las Eliminatorias Sudamericanas Archivado el 16 de abril de 2011 en Wayback Machine..

### Anotaciones destacadas
Listado de tripletas o hat-tricks (3), póker de goles (4) y manos (5) anotados por un jugador en un mismo encuentro.
| Fecha                   | Jugador        | Goles           | Local   | Resultado | Visitante | Jornada |
| ----------------------- | -------------- | --------------- | ------- | --------- | --------- | ------- |
| 17 de junio de 2008     | Diego Forlán   | 8' · 28' · 57'  | Uruguay | 6-0       | Perú      | 6       |
| 18 de junio de 2008     | Joaquín Botero | 23' · 25' · 70' | Bolivia | 4-2       | Paraguay  | 6       |
| 1 de abril de 2009      | Joaquín Botero | 34' · 55' · 66' | Bolivia | 6-1       | Argentina | 12      |
| 9 de septiembre de 2009 | Nilmar         | 31' · 74' · 76' | Brasil  | 4-2       | Chile     | 16      |

### Efectividad
| País/efectividad | Local   | Visitante |
| ---------------- | ------- | --------- |
| Brasil           | 70.37 % | 55.56 %   |
| Chile            | 62.96 % | 59.26 %   |
| Paraguay         | 77.78 % | 44.44 %   |
| Argentina        | 74.07 % | 29.63 %   |
| Uruguay          | 55.56 % | 33.33 %   |
| Ecuador          | 55.56 % | 29.63 %   |
| Colombia         | 59.26 % | 25.93 %   |
| Venezuela        | 48.15 % | 33.33 %   |
| Bolivia          | 51.85 % | 3.7 %     |
| Perú             | 48.15 % | 0 %       |

## Repesca Intercontinental
La selección que finalizó en quinto lugar jugó una eliminación directa contra la que ocupó el cuarto lugar de las Eliminatorias de la Concacaf. El orden de los partidos -quién ejerció de local primero y de visitante segundo- se determinó por medio de un sorteo en el 59.º Congreso de la FIFA, llevado a cabo en Bahamas, el 2 de junio de 2009. Dichos encuentros se jugaron los días 14 y 18 de noviembre del mismo año, el primero en algún país del área de Concacaf y el definitorio en alguno de Conmebol. Uruguay, quien resultó vencedor, obtuvo una plaza para la Copa del Mundo 2010.
| 14 de noviembre de 2009 | Costa Rica | 0:1 (0:1) | Uruguay       | Estadio Ricardo Saprissa, San José                                   |                                                                      |
|                         |            | Reporte   | D. Lugano 22' | Asistencia: 19 500 espectadores Árbitro(s): Alberto Undiano Mallenco | Asistencia: 19 500 espectadores Árbitro(s): Alberto Undiano Mallenco |

| 18 de noviembre de 2009 | Uruguay      | 1:1 (0:0) | Costa Rica     | Estadio Centenario, Montevideo                              |                                                             |
|                         | S. Abreu 70' | Reporte   | W. Centeno 74' | Asistencia: 55 000 espectadores Árbitro(s): Massimo Busacca | Asistencia: 55 000 espectadores Árbitro(s): Massimo Busacca |

## Clasificados
| Bandera de Brasil       | Bandera de Chile        | Bandera de Paraguay     | Bandera de Argentina    | Bandera de Uruguay                     |
| Brasil                  | Chile                   | Paraguay                | Argentina               | Uruguay                                |
| Primer puesto           | Segundo puesto          | Tercer puesto           | Cuarto puesto           | Ganador de la repesca intercontinental |
| Clasificado: 05/09/2009 | Clasificado: 10/10/2009 | Clasificado: 09/09/2009 | Clasificado: 14/10/2009 | Clasificado: 18/11/2009                |